# Álex Pina
Álex Pina, all'anagrafe Alejandro Pina Calafi (Pamplona, 23 giugno 1967), è un produttore televisivo, sceneggiatore, regista televisivo e scrittore spagnolo, noto per le sue serie televisive La casa di carta, Berlino, Vis a vis - Il prezzo del riscatto, Los hombres de Paco e Los Serrano.

## Biografia
Laureato in scienze dell'Informazione presso l'Università di Navarra (1985-1990) ha completato la sua formazione con un Master in produzione e programmazione audiovisiva presso l'Università di Navarra, corso post laurea in Management e un corso post laurea in copioni presso il Centro Universitario di Arti e Spettacolo TAI.
Ha iniziato la sua carriera come giornalista nelle case editrici Diario Vasco, Diario de Mallorca, successivamente presso l'Agencia Europa Press.
Tra il 1993 e il 1996 ha lavorato come sceneggiatore e montatore a Videomedia. Nel 1996 si trasferisce a Globomedia, successivamente si è unito al programma Caiga quien Caiga come sceneggiatore.
Nel 1997 ha iniziato la sua carriera come sceneggiatore nella serie televisiva Más que amigos. Da quel momento, inizia a interpretare i ruoli di creatore e produttore esecutivo in serie televisive iconiche spagnole come Los Serrano, Los hombres de Paco e El Barco.
Alla fine del 2016, Pina passò ad Antena 3, lasciando Globomedia. La prima serie per Antena 3 è stata La casa di carta, andata in onda dal 2 al 3 maggio 2017. Il 20 dicembre 2017 la serie è stata distribuita in tutto il mondo da Netflix.

## Filmografia

### Attore
- Kamikaze (2014)

### Produttore
- La casa di carta: Corea (종이의 집: 공동경제구역) – serie TV (2022)

### Sceneggiatore

#### Cinema
- Kamikaze (2014)

#### Televisione
- Los Serrano – serie TV (2003-2008)
- Los hombres de Paco – serie TV (2005-2010)
- El Barco – serie TV (2011-2013)
- Vis a vis - Il prezzo del riscatto (Vis a vis) – serie TV (2015-2019)
- La casa di carta (La casa de papel) – serie TV (2017- 2021)
- Il molo rosso (El embarcadero) – serie TV (2019-2020)
- White Lines - serie TV (2020)
- Sky Rojo - serie TV (2021-2023)

## Riconoscimenti
- Premio Ondas
  - 1998 – Miglior serie tv nazionale per Periodistas
  - 2004 – Miglior serie tv nazionale per Los Serranos
- Premio Iris
  - 2016 – Miglior serie tv per Vis a vis - Il prezzo del riscatto
  - 2017 – Miglior sceneggiatura per La casa di carta
- International Emmy Award
  - 2018 – Miglior serie tv drammatica per La casa di carta